# 中村武志
中村 武志（なかむら たけし、1967年3月17日 - ）は、京都府京都市右京区出身の元プロ野球選手（捕手）・コーチ、解説者・評論家。現役時代は主に、1985年から2001年にかけて在籍した中日ドラゴンズでプレーし、1980年代末期から2000年代初期にかけて正捕手として活躍、1988年・1999年にはそれぞれ中日のセントラル・リーグ優勝に貢献した。
愛称は「たけし」。

## 経歴

### プロ入り前

#### 生い立ち
京都市立葛野小学校、京都市立西京極中学校、花園高校出身。実家は京都市右京区西京極で鉄工所を経営していた。
小学校4年生で軟式野球を始め、捕手や遊撃手としてプレーし、中学時代から捕手専門となる。中学3年生の秋から『京都新聞』西京極販売所で新聞配達のアルバイトをしながら足腰を鍛えていた。新聞配達を始めたきっかけは、実家が裕福でなかったことから、父親から「野球やりたかったら自分のことは自分で面倒みろ」と言われたことである。また学校の練習が終わってからも、自宅近くの空き地で送球練習を続けていた。

#### 花園高校時代
花園高校時代の3年間も中学時代から引き続き新聞配達を続けており、それで得た給与からバットやミットといった野球道具を購入していた。高校時代からは遠征試合などが理由で新聞配達に行けない場合、同じ野球部員だった兄が代わりに配達をしていたが、それ以外の場合は毎日休まず新聞配達を続けていた。父親は武志に対し、最後の夏の前に怪我を心配して新聞配達をやめるよう勧めたが、武志はドラフト指名を受けるまで新聞配達を休むことなく続けていたという。
高校2年生だった1983年時点で強肩・強打に加え、頭脳的なリードを買われてレギュラーに定着し、同年の秋から3年生に進級した1984年夏までは通算打率.309、20本塁打を記録していた。また安打の半分が長打だった。高校3年生だった1984年には在日韓国人チームの一員として鳳凰大旗全国高等学校野球大会に出場、正捕手として準優勝に貢献した。
高校時代の遠投は110 mで、また50 m走は6秒2と俊足も持ち味と評され、2年生だった1983年秋の近畿大会からプロ球団に注目されていた。3年生だった1984年夏の京都府大会では、宇治高校との準々決勝（太陽が丘第3野球場）で四番打者として起用され、先制本塁打を放つが、チームは5対4とリードして迎えていた7回表に3失点を喫して逆転を許し、6対7で敗退した。同大会では盗塁刺はゼロだったが、これは同年春の大会で中村の強肩ぶりが知れ渡ったことから、それを恐れた相手チームの走者たちが盗塁を躊躇したためだという。同大会終了後、大学や社会人チームからの勧誘を断ってプロ入りを決め、それ以降は打撃練習で使うバットを金属バットから木製バットに切り替え、ウエイトトレーニングや栄養士の姉からの食事指導を受けた体重減量に取り組んでいた。

#### プロ入り
同年11月20日に開催されたプロ野球ドラフト会議前には、甲子園出場歴こそなかったものの、その強打・強肩・俊足から、大久保博元（西武ライオンズから1位指名）と並ぶ高校球界の逸材と評され、全12球団があいさつに訪れていた。ドラフト会議当日、竹田光訓（明治大学）の交渉権獲得に失敗した中日ドラゴンズから外れ1位として指名を受け、同年12月5日に契約金4000万円、年俸380万円の条件で入団に合意した。背番号は39。入団会見では、子供のころは読売ジャイアンツ（巨人）のファンだったと語っていた。花園高校の出身者としては7人目のプロ野球選手で、中でも高校から直接1位指名を受けた選手は中村が初である。また京都府からのドラフト1位指名は、1980年の広瀬新太郎（峰山高校出身）以来だった。正捕手・中尾孝義の肩に不安があったことで、遠投120メートルとも言われた強肩を買われての指名で、「将来は大型捕手間違いなし」と評されており、本人も2、3年後には中尾を脅かすような存在になりたいと抱負を語っていた。担当スカウトは田村和夫、関東孝雄。

### 中日時代
1985年当時、高校時代にバイト代で購入したミットがかなり劣化していたため、見かねたコーチが中村に新品のミットを2つ買い与えた。同年は一軍（セントラル・リーグ）公式戦への出場機会はなく、二軍（ウエスタン・リーグ）では新人ながら58試合と多くの試合に出場したが、打率.216、1本塁打、7打点という成績に終わった。このころには3、4年後には一軍の捕手になれると評されており、「ポスト中尾」の第一人者という声も上がっていた。同年オフ、年俸410万円で契約更改した。
1986年は二軍の若手選手の中でも屈指のスイングスピードがあると評されており、9月22日時点では二軍で打率.255、6本塁打を記録していた一方、バットの軌道が遠回りになることが課題とされていた。また捕球後の返球が遅く、それが原因で盗塁阻止率が低迷していると報じられた。最終的には二軍の正捕手に定着し、55試合に出場して打率.245、6本塁打、16打点を記録した。またリード面でも強気なリードを首脳陣から評価されていると評されていた。一方で同年オフにはドラフト1位入団からの2年目ながら球団フロントから整理対象選手として挙げられていたが、このころに中日の新監督に就任した星野仙一が待ったをかけたため、戦力外通告を免れ、残留することができた。星野は中村について、バッテリーコーチを務めていた加藤安雄に対し「壊してもいい。とにかく徹底的に練習させてみろ」と命じ、中村に厳しい練習を課している。時には過度に殴りつけ、「これ以上やったら死にます！」とコーチが止めに入ることもあったという。これが後に「なんかあったら、オレが監督に殴られてやるから大丈夫!」という投手への殺し文句となる。決して言い訳せず、常に責任を負う男気は投手陣から信頼を得た。また、中村の強肩は「あんな送球、見たことない。手が腫れる」と遊撃手の宇野勝が評価するほどであった。同年オフ、年俸430万円で契約更改した。
1987年は3年目にして一軍初出場を果たし、43試合で打率.212、3本塁打、11打点を記録した。同年、一軍でマスクを被った試合数は中尾がチームトップの87試合で、中村はそれに次ぐ42試合だった。同年オフ、年俸900万円で契約更改した。
1988年、前年に盗塁阻止率.396でリーグトップの中尾を、怪我の頻発を理由に外野手へコンバートする。これにより、大宮龍男・大石友好らのサポートを受けながらではあったが、中村は6月ごろから正捕手としてレギュラーに定着。最終的には98試合に出場、打率.236、5本塁打、21打点の打撃成績を残し、広島東洋カープの機動力を封じるなどしてリーグトップとなる盗塁阻止率.448を記録し、6年ぶりのリーグ優勝に貢献した。日本シリーズでは西武ライオンズに敗れ、日本一は逸したが、優勝旅行にて「一緒に写真を撮ろう」と中村に声を掛けた星野は、その場に居合わせたカメラマンに「コイツのおかげで優勝できたんや」と絶賛した。この年以降、10年以上にわたり正捕手として活躍する。同年オフ、年俸1800万円で契約更改した。
1989年は初めて規定打席に到達し、125試合の出場で打率.270（個人打撃19位）、7本塁打、41打点を記録、また守備面でも盗塁阻止率.516（許盗塁31、盗塁刺33）と好成績を残した。同年オフ、年俸2800万円で契約更改した。なお同シーズン途中の6月には福岡ダイエーホークスからトレードで同姓の中村弘道が加入しており、それ以降の表記は中村武志が「中村武」、中村弘道が「中村弘」となっていた。
1990年は97試合に出場、うち95試合でマスクを被ったが、打率.250、7本塁打、21打点の成績に終わった。同年オフ、年俸2400万円で契約更改した。
1991年7月19日の対読売ジャイアンツ戦（ナゴヤ球場）では、足を痛めた影響からスタメンを外れていた。8回裏、中日が7点差を猛追し4点差満塁のチャンスで代打出場し、木田優夫から同点となる満塁本塁打を放った。試合は延長戦となり、10回裏に巨人の抑え水野雄仁から再び本塁打を打ちサヨナラ勝ちを収めた。1試合で同点満塁ならびにサヨナラ本塁打を放つ快挙を成し遂げチームを勝利に導いた。その一方で同年は常時出場も規定打席到達もできなかったが、106試合の出場ながら打率.270、20本塁打、62打点を記録、盗塁阻止率も.293とまずまずだった。同年オフには年俸3600万円で契約更改した。
1992年は113試合に出場したが、打席数は規定打席 (403) に12不足する391打席で、打率.245、6本塁打、31打点の成績だった。盗塁阻止率は.309だったが、このころには後輩捕手の矢野輝弘の台頭が懸念されており、インサイドワークが課題とされていた。同年オフ、年俸3200万円で契約更改した。
1993年は127試合に出場、打率は.246と低調だったが、18本塁打、46打点を記録した。また盗塁阻止率は.481（許盗塁27、盗塁刺25）と高かった。同年オフには年俸6300万円で契約更改したが、このころのセ・リーグでは完全なレギュラー捕手は中村と古田敦也（ヤクルトスワローズ）の2人だけだと言われていた。
1994年は125試合に出場し、打率.256、9本塁打、50打点を記録した。盗塁阻止率は.294（許盗塁36、盗塁刺15）を記録、同年オフには年俸8600万円で契約更改した。
1995年は94試合の出場にとどまり、1991年から1994年まで4年連続で続いていた100試合以上出場が途切れたが、その全試合でマスクを被った。同年の打撃成績は打率.256、8本塁打、32打点だった。また盗塁阻止率は同年リーグ優勝したヤクルトの正捕手・古田を上回る.519（許盗塁26、盗塁刺28）を記録した。同年オフには年俸8000万円で契約更改した。
1996年は開幕戦から7試合連続安打を記録し、6月までは146打数で49安打、打率.336と打撃好調だった。最終的には115試合に出場して打率.271（個人打撃成績30位）、12本塁打、37打点に終わったが、1994年と並ぶ自己最多タイとなる102安打を記録、また本塁打数も3年ぶりの2桁を記録した。同年には矢野も中村に次ぐ56試合に出場、うち38試合でマスクを被ったが、盗塁阻止率は中村がチームトップとなる.390（許盗塁50、盗塁刺32）を記録した一方、矢野は.308（許盗塁9、盗塁刺4）にとどまった。同年オフには年俸9000万円で契約更改した。
中日の本拠地がナゴヤ球場からナゴヤドームへと移転した1997年は102試合に出場し、うち96試合でマスクを被ったが、打席数は規定打席不足の314にとどまり、打率は4年ぶりに.250未満となる.232、本塁打は8、打点は36と不振だった。また盗塁阻止率は.195（許盗塁62、盗塁刺15）と、1995年の.519、1996年の.390より大幅に落ち込み、自身に次ぐ60試合でマスクを被った矢野にスタメンを譲る機会が増した。同年オフ、阪神タイガースがトレードによる中村の獲得を打診したが、結果的に矢野が移籍することとなった。同年オフには年俸8000万円で契約更改した。
1998年は128試合でマスクを被り、盗塁阻止率.407（許盗塁48、盗塁刺33）を記録し、オールスターゲームにも出場した。一方で打撃面では96安打、打率.236、5本塁打、42打点という成績だった。同年12月23日の契約更改交渉では2000万円増額の年俸1億円の契約を提示され、翌24日の交渉でサインした。またこの時には球団側から、翌1999年の成績次第では複数年契約も検討する旨を告げられていた。
1999年4月6日の対横浜ベイスターズ戦では、6回一死満塁の打席で川村丈夫から、6月12日の対横浜戦では2回一死満塁の打席で福盛和男からそれぞれ満塁本塁打を放った。同年5月25日の対阪神タイガース戦では1-1で同点の9回一死満塁の打席で福原忍からサヨナラ安打、8月29日の対横浜戦では1点を追う9回二死二・三塁の打席で島田直也から逆転サヨナラ2点適時打の2度サヨナラ安打を放つなど、11年ぶりのリーグ優勝に貢献。しかし同年オフの契約更改では当初、球団側は中村の打率が.200と低かったことから、現状維持となる年俸1億円を提示した一方、中村は3年総額4億円の複数年契約を求める。この複数年契約の要求は却下されたが、これ以降の交渉で中村は球団に対し、捕手独自の査定方式を導入することを求める。最終的には翌2000年の春季キャンプ開始後の2000年2月12日、前年比3000万円増額の1億3000万円で契約更改した。
2001年、安打数は自己最高を記録したが盗塁阻止率.218と守備面で精彩を欠く。同年オフに山田久志が新監督に就任した中日はドラフト1・2位に捕手（前田章宏・田上秀則）を指名。さらに横浜の正捕手・谷繁元信をFAで獲得したことから、中村は出場機会を求めてトレードを志願し、金銭トレードで横浜へ移籍。中村は中日残留を悩んだが、同僚の立浪和義から「まだ野球が出来るなら出来るところに行ったほうがいい」とアドバイスを受け、横浜への移籍を決意した。また本人は移籍の理由として、自身が翌2002年から2004年までの3年契約を求めた一方、球団は2003年までの2年契約を提示（当初は年俸減額提示、後に現状維持提示）したことで交渉が折り合わなかったこと、谷繁の加入による出場機会の減少への懸念に加え、球団が谷繁との入団交渉の席で谷繁に正捕手を確約したことへの不信感があった点も挙げている。契約年数は2年、年俸は2001年と同じ1億2500万円+出来高払いの予定と報じられており、また背番号は中日時代と同じ39となった。横浜以外の複数の球団からも獲得の打診があり、大阪近鉄バファローズも中村に関心を示しているという報道もあったが、中村本人は同じセ・リーグ球団への移籍を希望し、その希望通り横浜に移籍することとなった。2002年1月8日付で、NPBコミッショナーより保留球団変更の公示がなされた。

### 横浜時代
2002年はオープン戦で調整が遅れ、球団は開幕に向けて捕手に不安を抱えていたため、開幕前の3月15日に光山英和の獲得を発表する。開幕から相川亮二と併用されたが、相川が怪我で長期離脱している間に当時2年目の吉見祐治とバッテリーを組み、石川雅規（ヤクルト）との新人王争いをサポート。新人王こそ逃したものの、吉見はこの年11勝を記録。一方でチーム防御率は4.09に低迷し、チーム自体も開幕から不調が続き8年ぶりのリーグ最下位に終わった。
2003年、西武ライオンズから中嶋聡が加入。右肩痛のため春季キャンプから出遅れ、開幕スタメンは中嶋に譲ることとなった。5月23日の対巨人戦（横浜スタジアム）ではゲーリー・ラス、河本育之、岡島秀樹から1試合3本塁打（自身初）を放つなど、打率.268・11本塁打という成績を収めた。しかし、チーム防御率は4.80と最下位になり、守備の衰えは隠しきれなくなった。
2004年、シーズン前の3月に愛車のベンツを盗まれる被害に遭う。その後、車体は発見されたが野球道具一式（ミット・バット・スパイクなど）は見つからなかった。シーズン前半は相川を中心に併用されていたが、相川のアテネ五輪日本代表選出による離脱に伴い正捕手となる。だが、チームは失速し、自身が故障した間に台頭した鶴岡一成の存在もあり、最終的には47試合の出場にとどまった。11月6日、無償トレードで新規参入した東北楽天ゴールデンイーグルスへ移籍することが決まり、楽天の選手第1号となった。2005年シーズンの年俸は前年比8500万円減額となる4000万円。

### 楽天時代
2005年、藤井彰人に次ぐ2番手捕手として64試合に出場。7月31日の西武戦（インボイスドーム）では、有銘兼久とのバッテリーで楽天球団創立初の完封・完投勝利を果たした。同年シーズンオフに戦力外通告を受け、その後現役引退を表明した。
通算2000試合出場まであと45試合を残しての引退であった。21年間の現役は同期入団の中では最長である。

### 引退後
2006年、横浜二軍「湘南シーレックス」バッテリーコーチに就任。2008年には一軍バッテリーコーチに昇格。正捕手である相川の怪我の影響もあり、シーレックス時代の教え子である若手の斉藤俊雄・武山真吾に一軍の経験を積ませ指導したが、成績低迷の責任を取る形で退団。
2009年、古巣・中日の二軍捕手コーチに就任。谷繁とはコーチと選手という立場の違いはあれど、トレード劇から8年越しで同チーム所属となった。2010年からは一軍バッテリーコーチとなり、2年連続リーグ優勝に貢献する。2012年退団。
2013年、千葉ロッテマリーンズ一軍バッテリーコーチに就任。江村直也・田村龍弘・吉田裕太ら若手捕手の育成に尽力した。
2014年10月5日、翌年の契約を結ばないと球団から発表。同年11月、韓国プロ野球・起亜タイガース一軍バッテリーコーチに就任。2017年、8年ぶりのレギュラーシーズン優勝と韓国シリーズ制覇に貢献。2018年より二軍バッテリーコーチに配置転換されたのち退団。
2019年から古巣・中日に一軍バッテリーコーチとして復帰することが発表された。2020年には木下拓哉が成長し、長らく課題だった正捕手不在が解消された。8年ぶりのAクラス（3位）に貢献する。
2021年2月21日、胃の手術のためチームから離脱することを球団が発表。療養を経た3月18日に現場復帰を果たした。のちに胃癌であったことを明かしている。シーズンを終えた10月29日、同年限りでの退団が発表された。
2022年からは中京テレビ・J SPORTS・DAZNの野球解説者、スポーツニッポンの野球評論家として活動する。3月23日には自身のYouTubeチャンネル『中村武志の39ちゃんねる』を開設した。
2023年12月20日、起亜タイガースのバッテリーコーチに就任し、5年振りに同チームに復帰した。2024年は7年ぶりのレギュラーシーズン優勝と韓国シリーズ制覇に貢献した。

## 選手としての特徴
高校時代は打撃練習時、グラウンドから飛び出した打球がグラウンド周辺の民家の屋根をしばしば直撃していたという。
中日時代は「強竜打線」でも屈指の勝負強さや、投手を引きつけるリーダーシップの持ち主であると評されていた。

## 人物
- 韓国系日本人で、帰化前の韓国名は姜 武志[11]（朝鮮語: 강무지[75][76]）であるが、中日入団後の1988年8月24日付で日本に帰化している[1]。中日時代に韓国を代表するスター選手であった宣銅烈とバッテリーを組んでいたことから、韓国のファンからも知名度は高いが、本人は起亜タイガースのコーチに就任した時点では韓国語を話せなかったという[76]。
- 3人兄弟姉妹の末っ子で、3歳年上の姉と1歳年上の兄がいる[6]。
- 出身中学校である京都市立西京極中学校の校庭には、中村が中日に入団した際に建てられたと思われる記念碑がある[77]。
- 高校時代は明るい性格で知られ、チームメイトから「ナーム」というニックネームで呼ばれていた[4]。最後の夏の大会後には、試合に出られずに終わった補欠選手たちを連れて琵琶湖へ1泊の湖水浴旅行に行き、仲間たちをねぎらっていた[8]。プロ入り時点では好きな食べ物としてカレーライスやたくあんを挙げていた一方、嫌いな食べ物として肉、生魚を挙げていた[3]。趣味は釣りで、休日の前夜は自宅近くを流れる桂川で徹夜で夜釣りをし、新聞配達の時間になったら釣り場から販売店へ直行し、配達を終えても家には帰らず、釣り場に戻ってまた釣りを始めるという生活をしていたという[8]。
- 若手時代の応援歌は『コンバット!』のオープニングテーマ。主力となった以降の応援歌は楽天移籍後にも使用された。横浜移籍後は若菜嘉晴の応援歌を引き継いだ[注 4]。
- 真面目で温厚な性格。制球が乱れがちな野口茂樹や吉見祐治などが投げる時は、ど真ん中にミットを構えたり、際どくストライクゾーンから外れても「うんうん」と頷くなど、現役時代を通じて投手に対し配慮していた。特に野口は、ヒーローインタビューで常に「中村さんのミットめがけて投げました」「中村さんのおかげです」とコメントしている。横浜・楽天の投手陣らもヒーローインタビューではバッテリーを組んだ中村の名を頻繁に挙げるなど、所属した全球団で投手から慕われている。特に山本昌とは非常に深く通じ合っており、山本が中村からの返球を受けてサインを覗くときには、すでに予想した球種で握りやすい向きにボールをセットしていた。技術的には変化球で追い込んでストレートで勝負するタイプであった[78]。また投手陣からの信頼も厚く、中村が餞別としてビデオメッセージを贈った、ポーカーフェイスで知られる今中慎二が涙を流す一面も見られた。
- 誰からも愛されるキャラクターである。デーブ大久保や中根仁（中村と同学年）からは、同学年のプロ野球選手の中で一番ぶっ飛んでいてネタの宝庫だと言われている[79]。
- 中日在籍時に出場したオールスターゲームの時、ベンチに中村、谷繁元信、長嶋茂雄が並んで座っていた。そこで中村が谷繁に「おい、シゲ」と声をかけたところ、長嶋が中村の方を向き、「なんだ、タケシどうした？」と自分が呼ばれたと思って反応し、谷繁が大笑いした[80]。
- 中日から移籍後も、シーズンオフにはCBCラジオ『久野誠のドラゴンズワールド』へ毎年ゲスト出演していた。
- 星野が亡くなる2ヶ月前（2017年11月）、体調を労わり一助を担おうとしたが「お前の世話には死んでもならん」と拒否されたという。先述のように、星野とは「（あくまでも表面的な態度は）厳しい師匠」「そんな師匠でも心から慕っていた弟子」という関係を最後まで貫いた[81]。

## 詳細情報

### 年度別打撃成績
| 年 度      | 球 団      | 試 合 | 打 席 | 打 数 | 得 点 | 安 打 | 二 塁 打 | 三 塁 打 | 本 塁 打 | 塁 打 | 打 点 | 盗 塁 | 盗 塁 死 | 犠 打 | 犠 飛 | 四 球 | 敬 遠 | 死 球 | 三 振 | 併 殺 打 | 打 率 | 出 塁 率 | 長 打 率 | O P S |
| ---------- | ---------- | ----- | ----- | ----- | ----- | ----- | -------- | -------- | -------- | ----- | ----- | ----- | -------- | ----- | ----- | ----- | ----- | ----- | ----- | -------- | ----- | -------- | -------- | ----- |
| 1987       | 中日       | 43    | 119   | 113   | 12    | 24    | 3        | 0        | 3        | 36    | 11    | 2     | 0        | 1     | 0     | 3     | 0     | 2     | 19    | 5        | .212  | .246     | .319     | .565  |
| 1988       | 中日       | 98    | 306   | 267   | 30    | 63    | 18       | 0        | 5        | 96    | 21    | 2     | 0        | 8     | 1     | 29    | 7     | 1     | 63    | 2        | .236  | .312     | .360     | .672  |
| 1989       | 中日       | 125   | 420   | 352   | 23    | 95    | 12       | 0        | 7        | 128   | 41    | 2     | 2        | 9     | 2     | 55    | 19    | 2     | 94    | 7        | .270  | .370     | .364     | .734  |
| 1990       | 中日       | 97    | 282   | 256   | 22    | 64    | 9        | 0        | 7        | 94    | 21    | 1     | 1        | 6     | 1     | 18    | 6     | 1     | 43    | 4        | .250  | .301     | .367     | .668  |
| 1991       | 中日       | 104   | 370   | 333   | 42    | 90    | 13       | 0        | 20       | 163   | 62    | 5     | 4        | 9     | 4     | 24    | 1     | 0     | 74    | 5        | .270  | .316     | .489     | .805  |
| 1992       | 中日       | 113   | 391   | 351   | 25    | 86    | 16       | 4        | 6        | 128   | 31    | 1     | 1        | 3     | 1     | 34    | 5     | 2     | 57    | 7        | .245  | .314     | .365     | .679  |
| 1993       | 中日       | 127   | 461   | 404   | 38    | 88    | 11       | 0        | 18       | 153   | 46    | 0     | 0        | 8     | 1     | 48    | 8     | 0     | 116   | 8        | .218  | .300     | .379     | .679  |
| 1994       | 中日       | 125   | 456   | 398   | 37    | 102   | 16       | 0        | 9        | 145   | 50    | 1     | 0        | 8     | 0     | 46    | 8     | 4     | 48    | 14       | .256  | .339     | .364     | .703  |
| 1995       | 中日       | 94    | 335   | 301   | 26    | 77    | 10       | 0        | 8        | 111   | 32    | 2     | 3        | 2     | 0     | 31    | 1     | 1     | 57    | 11       | .256  | .327     | .369     | .696  |
| 1996       | 中日       | 115   | 422   | 376   | 45    | 102   | 11       | 1        | 12       | 151   | 37    | 2     | 0        | 2     | 2     | 40    | 9     | 2     | 51    | 17       | .271  | .343     | .402     | .745  |
| 1997       | 中日       | 102   | 314   | 280   | 27    | 65    | 15       | 0        | 8        | 104   | 36    | 0     | 0        | 2     | 3     | 26    | 5     | 3     | 42    | 11       | .232  | .301     | .371     | .672  |
| 1998       | 中日       | 128   | 468   | 407   | 27    | 96    | 18       | 4        | 5        | 137   | 42    | 2     | 0        | 7     | 2     | 49    | 12    | 3     | 65    | 10       | .236  | .321     | .337     | .658  |
| 1999       | 中日       | 127   | 439   | 395   | 31    | 79    | 12       | 0        | 6        | 109   | 42    | 3     | 1        | 13    | 3     | 28    | 6     | 0     | 65    | 9        | .200  | .275     | .276     | .551  |
| 2000       | 中日       | 126   | 417   | 356   | 26    | 87    | 10       | 0        | 4        | 109   | 34    | 2     | 2        | 16    | 1     | 43    | 9     | 1     | 68    | 12       | .244  | .302     | .306     | .608  |
| 2001       | 中日       | 134   | 455   | 412   | 29    | 109   | 16       | 0        | 2        | 131   | 27    | 1     | 0        | 10    | 1     | 31    | 5     | 1     | 59    | 17       | .265  | .317     | .318     | .635  |
| 2002       | 横浜       | 107   | 302   | 283   | 22    | 57    | 8        | 0        | 5        | 80    | 19    | 0     | 0        | 1     | 2     | 15    | 4     | 1     | 72    | 5        | .201  | .243     | .283     | .526  |
| 2003       | 横浜       | 79    | 230   | 209   | 23    | 56    | 8        | 0        | 11       | 97    | 37    | 3     | 0        | 8     | 1     | 12    | 5     | 0     | 35    | 6        | .268  | .306     | .464     | .770  |
| 2004       | 横浜       | 47    | 111   | 101   | 6     | 20    | 4        | 0        | 1        | 27    | 8     | 0     | 0        | 5     | 0     | 5     | 2     | 0     | 19    | 5        | .198  | .236     | .267     | .503  |
| 2005       | 楽天       | 64    | 121   | 111   | 8     | 20    | 4        | 0        | 0        | 24    | 7     | 0     | 0        | 3     | 0     | 7     | 0     | 0     | 25    | 3        | .180  | .229     | .216     | .445  |
| 通算：19年 | 通算：19年 | 1955  | 6419  | 5705  | 499   | 1380  | 214      | 9        | 137      | 2023  | 604   | 29    | 14       | 121   | 25    | 544   | 112   | 24    | 1072  | 158      | .242  | .309     | .355     | .664  |

- 各年度の太字はリーグ最高

### 年度別守備成績
| 年 度 | 球 団 | 捕手  | 捕手  | 捕手  | 捕手  | 捕手  | 捕手  | 捕手     | 捕手     | 捕手     | 捕手     | 捕手     |
| 年 度 | 球 団 | 試 合 | 刺 殺 | 捕 殺 | 失 策 | 併 殺 | 捕 逸 | 守 備 率 | 企 図 数 | 許 盗 塁 | 盗 塁 刺 | 阻 止 率 |
| ----- | ----- | ----- | ----- | ----- | ----- | ----- | ----- | -------- | -------- | -------- | -------- | -------- |
| 1987  | 中日  | 42    | 190   | 13    | 1     | 2     | 1     | .995     | 17       | 13       | 4        | .235     |
| 1988  | 中日  | 98    | 513   | 54    | 8     | 12    | 5     | .986     | 58       | 32       | 26       | .448     |
| 1989  | 中日  | 121   | 624   | 76    | 4     | 12    | 8     | .994     | 64       | 31       | 33       | .516     |
| 1990  | 中日  | 95    | 440   | 56    | 3     | 6     | 5     | .994     | 53       | 34       | 19       | .358     |
| 1991  | 中日  | 101   | 596   | 62    | 3     | 10    | 6     | .995     | 75       | 53       | 22       | .295     |
| 1992  | 中日  | 112   | 635   | 55    | 3     | 7     | 6     | .997     | 68       | 47       | 21       | .309     |
| 1993  | 中日  | 127   | 884   | 82    | 3     | 16    | 9     | .997     | 52       | 27       | 25       | .481     |
| 1994  | 中日  | 125   | 803   | 55    | 3     | 15    | 6     | .997     | 51       | 36       | 15       | .294     |
| 1995  | 中日  | 94    | 573   | 56    | 3     | 8     | 4     | .995     | 54       | 26       | 28       | .519     |
| 1996  | 中日  | 114   | 784   | 72    | 8     | 11    | 7     | .991     | 82       | 50       | 32       | .390     |
| 1997  | 中日  | 96    | 560   | 45    | 5     | 11    | 11    | .992     | 77       | 62       | 15       | .195     |
| 1998  | 中日  | 128   | 868   | 74    | 1     | 10    | 3     | .999     | 81       | 43       | 38       | .407     |
| 1999  | 中日  | 127   | 769   | 73    | 3     | 11    | 7     | .996     | 78       | 50       | 28       | .359     |
| 2000  | 中日  | 125   | 810   | 73    | 3     | 13    | 4     | .997     | 104      | 69       | 35       | .337     |
| 2001  | 中日  | 134   | 964   | 77    | 5     | 12    | 5     | .995     | 101      | 79       | 22       | .218     |
| 2002  | 横浜  | 107   | 643   | 52    | 5     | 11    | 5     | .993     | 82       | 61       | 21       | .256     |
| 2003  | 横浜  | 79    | 438   | 38    | 1     | 7     | 1     | .998     | 56       | 42       | 14       | .250     |
| 2004  | 横浜  | 43    | 246   | 18    | 2     | 6     | 1     | .992     | 30       | 21       | 9        | .300     |
| 2005  | 楽天  | 64    | 233   | 20    | 0     | 3     | 2     | 1.000    | 41       | 31       | 10       | .244     |
| 通算  | 通算  | 1932  | 11573 | 1051  | 64    | 183   | 96    | .995     | 1224     | 807      | 417      | .341     |

- 各年度の太字はリーグ最高

### 表彰
- 月間MVP：1回（野手部門：1991年7月）
- 最優秀バッテリー賞：2回（1993年 投手：山本昌広、1999年 投手：野口茂樹）

### 記録
初記録
- 初出場：1987年4月14日、対広島東洋カープ1回戦（ナゴヤ球場）、6回裏に石井昭男の代走として出場
- 初先発出場：1987年5月29日、対広島東洋カープ7回戦（ナゴヤ球場）、8番・捕手として先発出場
- 初三振：1987年5月30日、対広島東洋カープ8回戦（ナゴヤ球場）、3回裏に北別府学から
- 初安打：同上、7回裏に北別府学から二塁打
- 初本塁打・初打点：1987年5月31日、対広島東洋カープ9回戦（ナゴヤ球場）、5回裏に白武佳久から
- 初盗塁：1987年7月7日、対阪神タイガース13回戦（石川県立野球場）、8回裏に二盗（投手：浜田知明、捕手：木戸克彦）

節目の記録
- 1000試合出場：1996年7月17日、対読売ジャイアンツ12回戦（東京ドーム）、8番・捕手として先発出場 ※史上331人目
- 100本塁打：1997年5月7日、対阪神タイガース4回戦（ナゴヤドーム）、3回裏に川尻哲郎から逆転決勝2ラン ※史上189人目
- 1000本安打：1999年7月18日、対横浜ベイスターズ18回戦（ナゴヤドーム）、2回裏に矢野英司から左前安打 ※史上197人目
- 1500試合出場：2000年9月2日、対読売ジャイアンツ24回戦（ナゴヤドーム）、8番・捕手として先発出場 ※史上130人目
- 1000三振：2003年4月29日、対ヤクルトスワローズ4回戦（明治神宮野球場）、8回表に石川雅規から ※史上30人目

その他の記録
- オールスターゲーム出場：8回（1988年 - 1991年、1993年、1996年、1998年、2001年）

### 背番号
- 39（1985年 - 2005年）
- 86（2006年 - 2008年）
- 83（2009年 - 2011年、2024年 - ）
- 80（2012年、2019年 - 2021年）
- 82（2013年 - 2018年）